# Ислам у Грчкој
Ислам у Грчкој представљају две различите заједнице; Муслимани који су живели у Грчкој од времена Отоманског царства (пре свега у Источној Македонији и Тракији) и муслимански имигранти који су почели да пристижу у последњој четвртини 20. века, углавном у Атину и Солун. Муслимани у Грчкој су углавном имигранти са Блиског истока (Либан, Сирија, Ирак, Иран), других балканских региона (Црна Гора, Турска, Албанија, Босна и Херцеговина) и Северне Африке (Мароко, Алжир, Тунис, Египат).

## Муслимани у Грчкој
Муслиманско становништво у Грчкој није хомогено, јер се састоји од различитих етничких, језичких и друштвених група које се често преклапају. Муслиманска вера је вероисповест неколико етничких група које живе на садашњој територији Грчке, наиме Помака, етничких Турака, одређених ромских група и грчких муслимана, посебно са Крита, Епира и западне грчке Македоније, који су се преобратили углавном у 17. и 18. веку. Муслиманско становништво ове земље значајно се смањило као резултат споразума о размени становништва из 1923. између Грчке и нове Турске Републике, којим је такође протерано око 1,5 милиона Грка из Мале Азије. Многи муслимани Северне Грчке су заправо били етнички Грци муслимани из Епира и Грчке Македоније, док су муслимани Помака и етнички Турци из Западне Тракије били изузети од услова размене становништва. Узастопне грчке владе и званичници сматрају муслимане западне Тракије који говоре турски као део грчке муслиманске мањине, а не као засебну турску мањину. Ова политика има за циљ да створи утисак да су муслимани у региону потомци етничких Грка који су прешли на ислам из отоманског доба, попут Валахада у Грчкој Македонији пре 1923. године, и на тај начин избегне могућу будућу ситуацију у којој би се Западна Тракија уступила Турској на основу етничког порекла њених муслиманских становника.
Израз муслиманска мањина (Μουσουλμανικη μειονοτητα Musulmanikí mionótita) односи се на исламску верску, језичку и етничку мањину у западној Тракији, која је део грчке административне области Источне Македоније и Тракије. Године 1923, према одредбама Уговора из Лозане, грчки муслимани из Епира, Грчке Македоније и других делова углавном северне Грчке морали су да емигрирају у Турску; док су хришћани који живе у Турској морали да емигрирају у Грчку у оквиру „размене становништва“. Муслимани западне Тракије и хришћани Истанбула и острва Гокчеада и Бозчада (Имврос и Тенедос) били су једино становништво које није размењено. 
Постоји и мала муслиманска заједница на неким острвима Додеканеза (Турци Додеканеза) која, као део Италијанског Додеканеза Краљевине Италије између 1911. и 1947. године, није била подвргнута размени становништва између Турске и Грчке 1923. године. Њих има око 3.000, од којих неки заступају турски идентитет и говоре турски, док су други потомци критских муслимана који говоре грчки. Заједница је најјача у граду Родосу и на острву Кос (посебно у селу Платанос).
Помаци су углавном лоцирани у збијеним селима у Родопским планинама Западне Тракије. Док је заједница грчких Рома претежно православна, Роми у Тракији су углавном муслимани.
Процене признате муслиманске мањине, која је највећим делом лоцирана у Тракији, крећу се од 98.000 до 140.000 (између 0,9% и 1,2%), док илегална муслиманска заједница броји између 200.000 и 500.000., претежно у области Асеа. Албански имигранти у Грчку се обично повезују са муслиманском вером, иако је већина секуларне оријентације.

## Муслимани имигранти у Грчкој
Први имигранти исламске вероисповести, углавном Египћани, стигли су раних 1950-их из Египта, и концентрисани су у два главна урбана центра земље, Атини и Солуну. Од 1990. године дошло је до великог пораста броја имиграната муслимана из разних земаља Блиског истока, северне Африке, као и из Авганистана, Пакистана, Индије, Бангладеша, Сомалије и муслиманске југоисточне Азије. Међутим, највећи део имигрантске муслиманске заједнице долази из балканских држава, посебно из Албаније, албанских заједница у Северној Македонији и других бивших југословенских република. Од колапса Варшавског пакта у источној Европи почетком 1990-их, албански радници су почели да емигрирају у Грчку, узимајући послове са ниским платама и доводећи своје породице да се настањују у градовима попут Атине и Солуна.
Већина имигрантске муслиманске заједнице живи у Атини. Као признање за њихова верска права, грчка влада је одобрила изградњу џамије у јулу 2006. Поред тога, Грчка православна црква је донирала 28 000 m², у вредности од 20 милиона долара, у западној Атини за потребе муслиманског гробља. Грчка влада је дала зелено светло за почетак изградње 2016. године, али су обе обавезе и даље остале мртво слово на папиру до 2017. године. Међутим, Костас Гавроглу – грчки министар образовања и вере од 2016. до јула 2019. – каже да ће прва џамија у земљи коју спонзорише држава вероватно почети са радом у септембру 2019. Ипак, земља се суочавала са снажним противљењем неких својих грађана, који сматрају да су џамије средство за ширење ислама у Европи. Упркос чињеници да је изградња и рад ове атинске џамије у оквиру законских прописа, снажно идеолошко ширење Грка вероватно ће овековечити контроверзу. Ако се џамија изгради, завршиће се скоро двовековно чекање. Џамија је званично отворена 2020. године.
За молитве које се обављају у скуповима, муслиманска заједница Солуна састаје се у становима, подрумима и гаражама ради богослужења. Осим тога, постоји врло мало муслиманских гробља – због чега неки морају да путују стотинама километара да би сахранили своје мртве.
Једна незванична џамија на острву Крит је 2010. гађана у ноћи без икаквих жртава, вероватно као резултат антимуслиманских осећања у грчкој крајњој десници, али ниједан осумњичени није идентификован. Постојала је антимуслиманска реторика из одређених десничарских кругова, укључујући и странку Златна зора. Истраживање објављено 2019. од стране Pew Research Center-а показало је да 37% Грка има повољан став о муслиманима, док 57% има негативан став.

## Преобраћење у хришћанство
Постоје две групе које су у великом броју прешле из ислама у хришћанство. Прва група су Турци Додеканеза. Будући да се виде као остатак бившег Отоманског царства и културолошки су слични некој страној земљи (Турска), многи Турци не показују интересовање за исламску веру како се не би суочили са дискриминацијом грчке државе.
Други случај су албански имигранти који су показали склоност брзој асимилацији у грчку културу. Они чине највећу мигрантску групу у Грчкој, а већина не жели да буде идентификована као Албанци. Многи дошљаци Албанци мењају албанско име у грчко и веру из ислама у православље: и пре емиграције, многи муслимани у јужној Албанији су се представљали као Грци и усвајали грчка имена уместо албанских да би избегавали дискриминацију пре усељења. Као такви, они настоје да повећају своје шансе да добију грчку визу и раде у Грчкој. Након пресељења у Грчку, крсте се и мењају своја муслиманска или албанска имена у пасошима у грчка.

## Примена исламског права у Грчкој
У Грчкој се исламски закон може применити у две различите ситуације. Једно од та два, као и у многим другим земљама, користи се у случају међународног приватног права када се због колизионих правила користи коришћење страног закона који контролише породичне односе који могу бити верски. Други случај се односи само на Грчку, као једину државу у Европској унији са исламским верским судовима. Било је много међународних конвенција између Грчке и Турске почевши од 1881. године, које су се бавиле грчком мањином у Турској и турском мањином у Грчкој. Сходно томе, муфтија је, као верски вођа свих муслимана у Грчкој, законом добио овлашћење да одлучује о личном статусу муслиманске мањине. То је још увек био случај у Западној Тракији, на североистоку Грчке, све до 2018. године, када су закони били у великој мери ограничени. Иако је овај закон ограничен на само око 120.000  грчких држављана, који представљају ову мањину, закон се може посматрати као одређени део националног грчког правног система.
Дана 9. јануара 2018. године, домен исламских верских судова за муслиманску мањину био је ограничен када је закон усвојен. Одлучено је да ће судови имати ограничен домет када одлучују о стварима у вези са породичним правом. Према закону, ово укључује старатељство над децом, наследство и развод, али само када се сви појединци повинују. Када то није случај и када се сви појединци не повинују исламским верским судовима који решавају спор, на снази је редовни грчки грађански закон. Жена из Комотинија по имену Шатизе Мола Сали уложила је жалбу Европском суду за људска права и тада је закон дошао у центар пажње. Жалила се против Грчке због спора око права наследства са сестрама преминулог мужа. Након што је њену жалбу прихватио секуларни правосудни систем Грчке, њену победу је поништио Врховни суд, наводећи да нико осим муфтије нема надлежност да одлучује о питањима наслеђа у муслиманској заједници.

### Историја
Грчка и Турска потписале су Истанбулску конвенцију 1881. године, која је била прва основа за исламске верске судове. Како је Османско царство полако губило своје европске територије, изгубило је највећи део Тесалије, која је данас централна Грчка, због ове конвенције. С друге стране, ова конвенција је преосталом муслиманском становништву дала низ права, која су им омогућавала слободу вероисповести и опстанак муслиманских верских судова, који су требали да задрже свој легитимитет и доносе одлуке о питањима везаним за веру. Та питања се често односе на породично и наследно право, који спадају у лични статус. На крају Првог балканског рата 1913. године, Грчка и Турска потписале су Атински споразум. Грчка је освојила нове области, првенствено Македонију и Епир, и потиснула Турску даље, што је оставило много Турака и других муслимана на новим територијама Грчке. Ова нова конвенција их је заштитила и дала муфтији власт над законима у вези са породицом и сукцесијом међу муслиманским становништвом. Неки од закона који су донети ради спровођења ових конвенција касније су укинути; други су остали на снази, али су закони који су уведени након најважније конвенције ограничени тек недавно, 2018. Лозански мир из 1923. примењивао се на целу Грчку осим на острва Додеканез. Грчка и Турска потписале су конвенцију, слажући се да се сва питања у вези са личним статусом мањина решавају у складу са верским правом, а не грађанским. Верски судови нису обрађени у овој конвенцији, али је остављен простор за могућност будућег другачијег регулисања ових питања. То се сматрало могућим само у случају да се формира посебна комисија која би представљала мањину и доносила одлуке. 1926. то се догодило у Турској јер је укинула улогу верског закона. Мањине су пристале да пониште свој претходни специјални статус и да буду предмет новог Турског грађанског законика. Грчке власти су, с друге стране, дуго чекале да размотре промену закона који се баве питањима муслиманске породице до 2018. године, плашећи се да ће Турска захтевати измене и допуне Споразума из Лозане.

### Шеријат у Западној Тракији
Муфтије доносе одлуке о разним питањима у складу са шеријатским правом као исламским правним системом првенствено заснованим на Курану и исламској традицији. Како се шеријатски закон тумачи и примењује зависи од исламских правних школа мишљења и оне се често веома разликују једна од друге. Муслимани Западне Тракије су далеко од хомогености и разликују се и етнички и верски. Половина ових муслимана је турског порекла, следе Помаци и Роми, а велика већина исповеда сунитски ислам, док је око 10% из реда суфијских бекташија. Упркос овим разликама међу овом муслиманском мањином у Грчкој, чини се да се сви они углавном слажу око важних аспеката исламског права у погледу њиховог личног статуса, који се, наиме, сматра ханафијским правом какав је био у Отоманском царству. С друге стране, постоје области сукоба између основа шеријатског породичног права и грчког и међународног правног система. Једна од две области је принцип равноправности полова; исламски закони који се баве разводом и полигамијом доказују неједнак третман полова. Друга је брига за најбољи интерес детета; постоје правила у исламском праву која су у супротности са правима детета загарантованим Конвенцијом УН која се бави браком малолетника и старатељством над децом.
Постојале су две школе мишљења у вези са применом исламског закона о муслиманским заједницама у Грчкој. Први и широко распрострањени каже да шеријатски закон треба да се примењује само на муслиманску заједницу у региону Западне Тракије и да други муслимани широм Грчке (укључујући и оне на острвима Додеканез) треба да буду под јурисдикцијом Грчког грађанског законика, који је ступио на снагу 1946. године. Према другом, исламски закон би требало да се примењује на све муслимане у Грчкој, без обзира на регион у коме живе, што је Врховни суд донео 1980. године. Он је тврдио да је муфтија судија правно у складу са концептом „природног судије“. У једном случају након развода, када је жена поднела захтев за алиментацију за своје дете и себе, надлежност је дата муфтији из Ксантија у Западној Тракији јер су бивши супружници били муслимани, иако су обоје били из Атине. У још једном новијем случају из 2007. године, Врховни суд је прогласио да су муфтије у свом делокругу имале многа питања која укључују муслимане, с обзиром на то да их шеријатски закон покрива. Неки од њих су били брак, развод, алиментација, наследство, различита питања малолетника и др.

## Галерија
- Имарет капија у Кавали са посветом на османском турском. Уочљива су имена султана Махмуда II, Али-паше (Мухамед Али из Египта, родом из Кавале), и исламска година 1233 која одговара 1817.н.е.
- Минарет поред Солунске ротонде. Током османског периода, ротонда је коришћена као џамија.
- Илуминирани колофон из 1269. године по Хиџри, на арапском језику. Аутор, неки Мухамед Салих бин Омар, наводи да је рођен у "Кумуљуни" (Гумулчине, данас Комотини у Западној Тракији).
- Храм Кутукли Бабе, члана реда Бекташија, у Селину, Родопи, Западна Тракија, Грчка.
- Џамија у Филири, Грчка

## Историја
Муслимани су живели у границама модерне Грчке од ере Критског емирата (824–961). Ове најраније следбенике ислама су мисионари попут Никона Покајанија убили, поробили или преобратили у хришћанство. Њихова насеља, џамије и зидови срушени су након византијског поновног освајања Крита 961. године.